# Saison 1 de Phénomène Raven
Chronologie
Saison 2
Cet article présente le guide des épisodes de la première saison de la série télévisée Phénomène Raven.

## Production
- Anneliese Van der Pol est absent 3 épisodes ;
- T'Keyah Crystal Keymáh et Rondell Sheridan sont absents 5 épisodes.

## Épisodes
| N° | #  | Titre                                           | Réalisation          | Scénario                                   | Première diffusion                                |
| --- | -- | ----------------------------------------------- | -------------------- | ------------------------------------------ | ------------------------------------------------- |
| 01 | 01 | Amitié à l'épreuve Test of Friendship           | Richard Correll      | Bob Keyes Doug Keyes                       | États-Unis : 17 janvier 2003 sur Disney Channel   |
| Eddie à besoin d'obtenir la moyenne à son contrôle pour pouvoir intégrer l'équipe de basket-ball. Raven à deux visions à ce propos : Eddie va avoir une très mauvaise note et, entre autres, elle voit les bonnes réponses de l'examen. Raven est face à un dilemme : doit-elle tricher et communiquer les résultats à Eddie ou se taire ?                                                  |    |                                                 |                      |                                            |                                                   |
| 02 | 02 | Ma mère, ce dragon Mother Dearest               | Lee Challat-Chemel   | Bob Keyes Doug Keyes                       | États-Unis : 17 janvier 2003 sur Disney Channel   |
| Raven a manqué de respect à son professeur monsieur Petracelli en lui reprochant de l'interroger quand elle ne sait pas une réponse. Son professeur demande rendez-vous avec ses parents. Raven demande de l'aide à Cory. Ses parents sont fiers d'elle et la surnomment la nouvelle Raven et lui offrent un téléphone. Elle se déguise donc comme sa mère de peur de perdre son téléphone. |    |                                                 |                      |                                            |                                                   |
| 03 | 03 | Les Zozos du zoo Party Animal                   | Richard Correll      | Dava Savel (en)                            | États-Unis : 17 janvier 2003 sur Disney Channel   |
| |    |                                                 |                      |                                            |                                                   |
| 04 | 04 | Réveille-toi, Victor ! Wake Up, Vctor           | Ken Ceizler          | Edward C. Evans Susan Sherman              | États-Unis : 17 janvier 2003 sur Disney Channel   |
| |    |                                                 |                      |                                            |                                                   |
| 05 | 05 | Un scoop extraordinaire A Fish Called Raven     | Fred Savage          | Carla Banks Waddles                        | États-Unis : 17 janvier 2003 sur Disney Channel   |
| |    |                                                 |                      |                                            |                                                   |
| 06 | 06 | Chacun ses défauts Smell of Victory             | Lee Challat-Chemel   | Laura Perkins-Brittain                     | États-Unis : 17 janvier 2003 sur Disney Channel   |
| |    |                                                 |                      |                                            |                                                   |
| 07 | 07 | titre français inconnu Campaign in the Neck     | Sean McNamara        | Beth Seriff Geoff Tarson                   | États-Unis : 7 février 2003 sur Disney Channel    |
| |    |                                                 |                      |                                            |                                                   |
| 08 | 08 | titre français inconnu Saving Psychic Raven     | Sean McNamara        | Jeff Abugov Michael Feldman (en)           | États-Unis : 21 février 2003 sur Disney Channel   |
| |    |                                                 |                      |                                            |                                                   |
| 09 | 09 | titre français inconnu The Parties              | Richard Correll      | Jeff Abugov Michael Feldman (en)           | États-Unis : 28 février 2003 sur Disney Channel   |
| |    |                                                 |                      |                                            |                                                   |
| 10 | 10 | titre français inconnu Ye Olde Dating Game      | Matthew Diamond (en) | Michael Feldman (en)                       | États-Unis : 28 mars 2003 sur Disney Channel      |
| |    |                                                 |                      |                                            |                                                   |
| 11 | 11 | titre français inconnu Dissin' Cousins          | Richard Correll      | Susan Sherman                              | États-Unis : 10 avril 2003 sur Disney Channel     |
| |    |                                                 |                      |                                            |                                                   |
| 12 | 12 | titre français inconnu Teach Your Children Well | Tony Singletary (en) | Beth Seriff Geoff Tarson                   | États-Unis : 2 mai 2003 sur Disney Channel        |
| |    |                                                 |                      |                                            |                                                   |
| 13 | 13 | titre français inconnu Driven to Insanity       | Matthew Diamond (en) | Dava Savel (en)                            | États-Unis : 30 mai 2003 sur Disney Channel       |
| |    |                                                 |                      |                                            |                                                   |
| 14 | 14 | titre français inconnu A Dog by Any Other Name  | Gerren Keith (en)    | Michael Poryes (en) Susan Sherman          | États-Unis : 20 juin 2003 sur Disney Channel      |
| |    |                                                 |                      |                                            |                                                   |
| 15 | 15 | titre français inconnu Saturday Afternoon Fever | Matthew Diamond (en) | Chip Keyes                                 | États-Unis : 11 juillet 2003 sur Disney Channel   |
| |    |                                                 |                      |                                            |                                                   |
| 16 | 16 | titre français inconnu A Fight at the Opera     | David Kendall        | Beth Seriff Geoff Tarson                   | États-Unis : 8 août 2003 sur Disney Channel       |
| |    |                                                 |                      |                                            |                                                   |
| 17 | 17 | titre français inconnu Psychics Wanted          | Sean McNamara        | Maria Espada                               | États-Unis : 22 août 2003 sur Disney Channel      |
| |    |                                                 |                      |                                            |                                                   |
| 18 | 18 | titre français inconnu If I Only Had a Job      | Richard Correll      | Laura Perkins-Brittain Carla Banks Waddles | États-Unis : 12 septembre 2003 sur Disney Channel |
| |    |                                                 |                      |                                            |                                                   |
| 19 | 19 | titre français inconnu Escape Claus             | Matthew Diamond (en) | Carla Banks Waddles                        | États-Unis : 5 décembre 2003 sur Disney Channel   |
| |    |                                                 |                      |                                            |                                                   |
| 20 | 20 | titre français inconnu Separation Anxiety       | Richard Correll      | Dava Savel (en) Carla Banks Waddles        | États-Unis : 19 décembre 2003 sur Disney Channel  |
| |    |                                                 |                      |                                            |                                                   |
| 21 | 21 | titre français inconnu To See or Not to See     | Richard Correll      | Carla Banks Waddles                        | États-Unis : 5 mars 2004 sur Disney Channel       |
| |    |                                                 |                      |                                            |                                                   |